# Jetzt! Die Kraft der Gegenwart
Jetzt! Die Kraft der Gegenwart (im Englischen: The Power of Now: A Guide to Spiritual Enlightenment) ist ein 1997 erschienenes Selbsthilfebuch von Eckhart Tolle. Das Buch soll ein Leitfaden für das tägliche Leben sein und betont, wie wichtig es ist, im gegenwärtigen Moment zu leben und Gedanken über die Vergangenheit oder die Zukunft zu transzendieren.
Das Buch erreichte beim Kamphausen Verlag die 30. Auflage, während bei seinem neuen Verlag Arkana momentan die 5. Auflage vorliegt (Stand Mai 2025).

## Geschichte
Das Buch wurde 1997 veröffentlicht, und in 33 Sprachen übersetzt. Von Oprah Winfrey empfohlen wurde es ab 2009 schätzungsweise drei Millionen Mal allein in Nordamerika verkauft.

## Sichtweisen
Das Buch bezieht sich auf eine Vielzahl spiritueller Traditionen und ist laut einem Kritiker „Buddhismus, welcher mit Mystizismus und anderen Referenzen zu Jesus Christus, einer Art von New Age und überarbeitetem Zen vermischt wurde“. Laut einem Artikel in der New York Times wird im Buch auf der Basis dieser Traditionen „ein Glaubenssystem, welches auf dem Leben im gegenwärtigen Moment basiert“, entwickelt. Die Hauptbotschaft ist, dass emotionale Probleme von Menschen auf ihrer Identifikation mit dem eigenen Verstand wurzeln. Der Autor schreibt, dass ein Individuum auf den „gegenwärtigen Moment“ achten soll, statt sich selbst in Angst und Sorge um die Vergangenheit oder Zukunft zu verlieren.
Nur der gegenwärtige Moment sei real und wichtig, und beides, individuelle Vergangenheit wie auch Zukunft, seien von den Gedanken konstruiert. Der Autor vertritt den Standpunkt, dass Menschen auf einem Gefühl beharrten, ihr Leben unter Kontrolle zu haben, was aber nur eine Illusion sei, die „nur Schmerzen bringt“.
Das Buch beschreibt außerdem Methoden zur Entspannung und Meditation, um der Leserschaft dabei zu helfen, sich im gegenwärtigen Moment zu verankern. Diese Vorschläge schließen als „slowing down life“ die Vermeidung von Multitasking, das Verbringen von Zeit in der Natur und das Loslassen von Zukunftsängsten ein. Einige der in Jetzt! Die Kraft der Gegenwart enthaltenen Konzepte, wie das menschliche Ego und seine negativen Auswirkungen auf das Glück, werden in späteren Büchern des Autors weiter ausgeführt, insbesondere in Eine neue Erde: Bewusstseinssprung anstelle von Selbstzerstörung.

## Kapitel
Die Kapitel in der deutschen Übersetzung des Buches heißen: Einleitung, Du bist nicht dein Verstand, Bewusstsein: Der Weg aus dem Schmerz heraus, Eine Bewegung tief in die Gegenwart hinein, Strategien des Verstandes, um die Gegenwart zu vermeiden, Der Zustand von Gegenwärtigkeit, Der innere Körper, Portale und Zugänge zum Unmanifesten, Erwachte Beziehungen, Jenseits von Glücklichsein und Unglücklichsein ist Frieden und Die Bedeutung von Hingabe. Laut dem New-York-Times-Artikel betont der Autor in verschiedenen Kapiteln, dass man die Dominanz eines Bewusstseins auflösen muss, welches auf ein Ego zentriert ist, um dadurch den „Schmerzkörper“ (siehe Kapitel „Bewusstsein“) zu überwinden. Der Autor richtet sich mit seinem Gedankengut an Menschen, die nach ihrem persönlichen Glück suchen. Das Buch hat aber auch das Potenzial Einblicke in historisches Unheil zu geben, wie es laut Tolle bei der Rechtfertigung des Übels vom Kapitalismus der Fall sein soll.

### Einleitung
In der Einleitung stellt der Autor dar, wie er sich durch eine kritische Zuspitzung in seinem Leben als junger Erwachsener in einen spirituellen Lehrer verwandelt habe. Sein Leben sei von lang andauernden Angstgefühlen und Phasen lebensmüder Depression geprägt gewesen. Kurz nach seinem neunundzwanzigsten Geburtstag habe er eines Nachts ein intensives inneres Erlebnis gehabt und habe dabei, wie im Innern seiner Brust gesprochen, die Worte gehört: „Wehre dich nicht“. Er fühlte sich in eine Leere hineingesaugt, in die er sich hineinfallen ließ, so dass er plötzlich keine Angst mehr hatte. Fünf Monate lang habe er danach in einem Zustand tiefen Friedens und tiefer Glückseligkeit gelebt. Eine Konsequenz dieser Verwandlung sei es gewesen, dass Leute ihn gefragt hätten: „Ich möchte haben, was du hast. Kannst du es mir geben oder zeigen, oder zeigen, wie man es bekommt?“ Aus der Antwort auf diese Frage sei später das Buch geworden. Und so sei er auch zu einem spirituellen Lehrer geworden.

### Du bist nicht dein Verstand
In Kapitel 1 beschreibt Tolle das „Sein“ als unabhängig vom Verstand, als unsere wahre Natur. Der Verstand sei unser größtes Hindernis auf dem Weg zur Erleuchtung. Als Erleuchtung beschreibt der Autor die Einheit mit dem Sein. Alles, was dem Leben wahren Wert verleiht – Schönheit, Liebe, Kreativität, Freude, innerer Friede – hat nach Tolles Ansicht seinen Ursprung jenseits des Verstandes. Als Weg, uns vom Verstand zu befreien, empfiehlt Tolle, den Denker in uns zu beobachten, vorurteilslos und ohne Bewertung. Weiterhin empfiehlt er, die Aufmerksamkeit auf das Jetzt zu richten, dies führe zu einer Unterbrechung im Strom der Gedanken, verbunden mit höchster Wachsamkeit und Aufmerksamkeit.
Der Autor beschreibt das „Ego“ als Phantom-Selbst und Produkt des Verstandes. Das Ego lebe in der Vergangenheit oder der Zukunft, aber nicht im gegenwärtigen Moment.
Emotionen seien die Reaktion des Körpers auf den Verstand. Wir seien nicht unsere Emotionen oder unser Verstand und könnten lernen, diese zu beobachten, ohne uns mit ihnen zu identifizieren. Gemäß Tolle sind alle Emotionen Abwandlungen einer grundlegenden, undifferenzierten Emotion, des Schmerzes. Liebe, Freude und Frieden bezeichnet er als tiefe Zustände des Seins, jenseits des Verstandes.
Tolle schreibt, dass Schmerz unvermeidlich sei, solange man mit seinem Verstand identifiziert sei und führt aus: „Viele Menschen leben mit einem Peiniger im Kopf, der sie ununterbrochen angreift und bestraft und ihnen die Lebensenergie abzieht. Hier liegt die Ursache für unzähliges Leid, für Unglück und auch für Krankheit.“

„Der Verstand ist ein hervorragendes Instrument, wenn er richtig benutzt wird. Bei falschem Gebrauch kann er allerdings sehr destruktiv werden. Genauer gesagt ist es nicht so, dass du deinen Verstand falsch gebrauchst –  du gebrauchst ihn normalerweise überhaupt nicht. Er gebraucht dich. Das ist die Krankheit. Du hältst dich für deinen Verstand. Das ist die Wahnidee. Das Instrument hat die Macht über dich gewonnen.“

### Bewusstsein: Der Weg aus dem Schmerz heraus
In Kapitel 2 beschreibt Tolle als Ursache von psychischem Schmerz den Widerstand, dieser wiederum geboren aus mentaler Beurteilung beziehungsweise Negativität. Damit der Verstand die Kontrolle behält, decke er unentwegt das Jetzt mit Vergangenheit und Zukunft ab. Es entstehe eine Last von Zeit (in einem späteren Kapitel unterscheidet der Autor zwischen psychologischer, also von Verstand geschaffener Zeit und der Uhr-Zeit, welche wir zum Beispiel beim Planen eines Termines benutzen). Um keinen neuen Schmerz zu erschaffen, empfiehlt Tolle, aufzuhören, Zeit zu erschaffen, das heißt, im Jetzt zu leben und den Moment zu akzeptieren.
Tolle fordert den Leser auf, dass er sein persönliches Ego erkennen soll, „ohne dass das Ego eine antagonistische Reaktion auf seine eigene Verleugnung oder Zerstörung erzeugt“ und er legt die Sinnlosigkeit dar, an den „seelischen Schmerzen und Qualen“ festzuhalten. In diesem Kapitel schreibt der Autor: „Schmerz kann nur von Schmerz ernährt werden. Schmerz kann nicht von Freude ernährt werden. Er findet sie ziemlich unverdaulich“.
Tolle definiert den „Schmerzkörper“ als eine Ansammlung von emotional-psychischem Schmerz. Dieser werde dadurch erzeugt, dass - solange kein Bewusstseinswandel stattgefunden hätte - „emotionale Verletzungen, die dir widerfahren, einen Restschmerz hinterlassen, der in dir weiterlebt“. Der Restschmerz vermische sich „mit alten Schmerz, der bereits da ist, und bleibt in Verstand und Körper hängen“. Dieser könne sich zum Beispiel äußern als Verärgerung, Ungeduld, finstere Stimmung, als Wunsch zu verletzen, als Wut oder als Depression. Der Schmerzkörper lebe davon, dass wir uns mit ihm identifizieren. Tolle meint, dass, wenn wir den Schmerzkörper beobachten, dieser unser Denken nicht mehr kontrollieren könne. Gemäß dem Buch besteht der Schmerzkörper aus gefangener Lebensenergie, die sich aus dem umfassenden Energiefeld abgespalten hat und vorübergehend durch den unnatürlichen Prozess der Verstandesidentifikation autonom wurde.
Der Autor unterscheidet zwei Arten von Angst: Angst, wenn wir im gegenwärtigen Moment beispielsweise bedroht werden und psychologisch begründete Angst als Produkt des Egos – was könnte passieren. Letztere äußert sich zum Beispiel als Angst vor Verlust, Angst vor Versagen oder als Angst vor Verletzung.
Gemäß Tolle erzeugt der Ego-Verstand ein Gefühl des Mangels und der Unvollkommenheit. Dieses äußere sich in unzulänglichem Selbstwertgefühl, als Habenwollen oder Bedürftigkeit.

### Eine Bewegung tief in die Gegenwart hinein
Der Autor beschreibt in Kapitel 3 die Wurzel der „Unbewusstheit“ als die Identifikation mit dem Verstand, der ein falsches Selbstbild, das „Ego“ erschaffe. Dies bedeute auch, in der Zeit gefangen zu sein: die Vergangenheit verleihe Identität, die Zukunft verspreche Erfüllung.
Er schreibt:

„In dem normalen, verstandesidentifizierten oder unerleuchteten Zustand des Bewusstseins, liegen die Leistung und das kreative Potenzial in dem Jetzt verborgen und sie sind völlig verdeckt von der psychologischen Zeit. Man kann sich nicht selbst finden, indem man in die Vergangenheit geht. Man kann sich auch nicht selbst finden, indem man in die Zukunft geht. Leben ist jetzt. Es gab nie eine Zeit, in der dein Leben nicht jetzt war, noch wird es jemals so sein.“

Im Jetzt gebe es keine Probleme. Wir könnten erkennen, ob die psychologische Zeit uns ergriffen hat, wenn wir in Last und Kampf anstelle von Freude und Leichtigkeit leben. Frei von psychologischer Zeit verfolgten wir unsere Ziele mit spielerischer und freudiger Energie – in dem Wissen, dass wir auf höherer Ebene bereits vollkommen seien.

### Strategien des Verstandes, um die Gegenwart zu vermeiden
In Kapitel 4 schreibt Tolle, dass „die Rechnungen von morgen nicht das Problem sind“ und eine „Kerntäuschung“ sein können, die eine „bloße Situation, ein Ereignis oder eine Emotion“ in einen Grund für Leiden und Unglück verwandelt. Laut Tolle sei das „Warten“ ein „Geisteszustand“, aus dem wir uns selbst befreien sollten.
Tolle beschreibt zwei Ebenen der Unbewusstheit: die gewöhnliche Unbewusstheit als ständiges Rauschen von Unbehagen, Langeweile, Unzufriedenheit oder Nervosität (als normalen Zustand der meisten Menschen) und die tiefe Unbewusstheit, verbunden mit Leid und Unglück mit oftmals aktiviertem Schmerzkörper.
Die Auflösung der Unbewusstheit wäre beispielsweise durch Selbstbeobachtung möglich: „Bin ich in diesem Moment entspannt?“. Er schreibt:

„Gib dem, was in dir vor sich geht, mindestens das gleiche Interesse wie  dem, was außen geschieht. Wenn du mit dem Innen klar bist, wird das Außen von selbst stimmig sein. Die primäre Wirklichkeit ist im Innen, die sekundäre im Außen.“

Die Unbewusstheit äußere sich in Klagen, Widerstand gegen Jetzt und Hier, Stress (ich bin „hier“, will aber „dort“ sein), Festhalten an der Vergangenheit, Angst vor der Zukunft oder Warten (zum Beispiel auf die nächsten Ferien, bessere Arbeit, Reichtum oder Erleuchtung).
Es gebe drei Möglichkeiten mit einer Situation umzugehen. „Wenn du dein Hier und Jetzt unerträglich findest und es dich unglücklich macht..: Verlasse die Situation, ändere sie oder akzeptiere sie ganz.“ Dadurch würde keinerlei „psychische Verschmutzung“ entstehen.

### Der Zustand der Gegenwärtigkeit
Laut Tolle zeichnet sich intensive Gegenwärtigkeit, Satori, dadurch aus, dass ich frei von Gedanken bin, dabei ruhig und höchst wach, tief in mir selbst verwurzelt und meinen Körper von innen spüre.
Die Schönheit könne nur in der Stille erkannt werden: beispielsweise die Weite des Weltraums in einer klaren Nacht, das Geräusch eines Bergflusses oder das Lied einer Amsel. Sobald der Verstand wieder einsetzt und die Wahrnehmung interpretiert, hätten wir nur noch eine Erinnerung an die Schönheit.
Er schreibt:

„Je größer der zeitliche Abstand zwischen Wahrnehmung und Gedanke ist, desto mehr Tiefe besitzt du als menschliches Wesen und desto bewusster bist du.“

Der Verstand könne Schönheit weder erkennen, noch erschaffen.

### Der innere Körper
In Kapitel 5 beschäftigt sich Tolle mit dem inneren Körper und dem Sein (dem „Unmanifesten“). Das Sein könne mit dem Verstand nicht erfasst, sondern nur gefühlt werden, als „ich bin“, jenseits von Form und Name. Er empfiehlt, das Bewusstsein vom Verstand und dessen zwanghaften Denken zurückzufordern und den Fokus der Aufmerksamkeit vom Denken auf den Körper zu richten (zum Beispiel durch bewusstes Atmen). Nur auf diese Art und Weise könnten wir uns des Seins bewusst werden.
Der Autor beschreibt den äußeren Körper als dünne Hülle über dem inneren Körper. Der innere Körper befinde sich an der Schwelle zwischen unserer Identität als Form und unserer Identität als Essenz, unserer wahren Natur. Eventuell hielten uns schwebende Emotionen oder körperliche Gefühle (Wut, Angst, Kummer, Unruhe, Schwere oder Enge) davon ab, Zugang zum inneren Körper zu finden. Wir sollten diese dann in unser Bewusstsein bringen, ihnen Aufmerksamkeit geben und sie annehmen, vergeben und dem Leben keinen Widerstand bieten. Der innere Körper werde dann als pulsierende Lebendigkeit gespürt, die anfangs vielleicht nur ein leichtes Kribbeln in Händen und Füßen sei.

### Spätere Kapitel
In den späteren Kapiteln schreibt der Autor über eine Vielzahl an Themen und erklärt diese aus seiner Sicht.
Für eine bewusste, erwachte Person würde alles Drama enden, auch in persönlichen Beziehungen. Lebenszyklen und Vergänglichkeit werden erörtert; es gebe Zeiten der Schaffenskraft und der Energie und Zeiten des Loslassens und der Ruhe.
Zugleich geht Tolle auf den Unterschied zwischen Männern und Frauen im Erwachungsprozess ein. Die Frau sei dem Erwachen näher als der Mann, weil sie weniger in ihrem Verstand gefangen sei. Das wäre der Grund für die Unterdrückung des Weiblichen in der Geschichte gewesen. Tolle schreibt auch, dass die größte spirituelle Herausforderung für Männer und Frauen unterschiedlich sei: „In der Regel ist der denkende Verstand das größte Hindernis für die Männer und der Schmerzkörper für die Frauen, obwohl in vereinzelten Fällen das Gegenteil stimmt und in anderen beide Faktoren gleichwertig da sind.“

## Rezeption
Das Buch wurde ursprünglich 1997 von Namaste Publishing in Vancouver herausgegeben. Es wurde 1999 erneut von New World Library veröffentlicht. Diese Auflage blieb über Jahre in der New York Times Bestsellerliste. Das Buch ist in 33 Sprachen übersetzt worden, inklusive Arabisch. Das Buch wurde vom Autor als Hörbuch in deutscher und englischer Sprache eingelesen.
Das Buch wurde 2000 als Literaturempfehlung in Oprah Winfrey's O magazine aufgelistet. Zudem empfahl die Schauspielerin Meg Ryan das Buch. Ein christlicher Autor, Andrew Ryder, schrieb eine Dissertation und meinte, dass Tolle die traditionelle christliche Lehre voranbringt, indem er zeige, wie unsere Besessenheit durch Vergangenheit und Zukunft uns an der Hingabe zu voller Achtsamkeit auf den gegenwärtigen Moment hindere. William Bloom, ein Sprecher der holistische Verstand-Körper-Geist-Bewegung im Vereinigten Königreich, schrieb, dass Tolles Ansatz sehr körperbewusst sei. Tolle habe ihn auf eine schöne, für jeden zugängliche Weise präsentiert.
Als Paris Hilton im Juni 2007 in der Haftanstalt Century Regional Detention Facility in Kalifornien eingesperrt war, stand sie dies mit ihrer Kopie von Jetzt! Die Kraft der Gegenwart durch. Die Sängerin Annie Lennox wählte Jetzt! Die Kraft der Gegenwart als eines von ihren „einsamen Inselbüchern“ aus, genauso wie der britische Comedian Tony Hawks.
Schauspielerin Gwyneth Paltrow hörte das Hörbuch von Jetzt! Die Kraft der Gegenwart und bezeichnete sich als frühe Anhängerin von Tolles Werk. Die Schauspielerin Gillian Anderson wählte Jetzt! Die Kraft der Gegenwart als ihr zweites Buch – neben der Bibel – in einer BBC-Radiosendung. Schauspieler Jeff Goldblum ist ein Fan von Tolle und Jetzt! Die Kraft der Gegenwart ist eines seiner Lieblingsbücher.
Die Sängerin Katy Perry stellte fest, dass sie die Inspiration zu ihrem Song This Moment fand, nachdem sie das Hörbuch von Jetzt! Die Kraft der Gegenwart gehört hatte. Der Song kommt auf ihrem Album Prism (2013) vor. Kendrick Lamar bezieht sich in seinem Album Mr. Morale & The Big Steppers aus dem Jahr 2022 mehrfach auf das Buch.
Der deutsche Jazz-Sänger Roger Cicero kommentierte, es würde auf jeder Litfaßsäule stehen, dass man im Jetzt leben solle, aber „die Art und Weise, wie Eckhart Tolle einen in seinem Buch da heranführt“, sei großartig. Nina Ruge rezensierte, sie fühle sich „10 Kilo leichter“ und hätte „Ballast abgeworfen“. Tolle schaffe es, „die Kraft in uns freizusetzen, die eh schon da war“ und „die zu erkennen wir uns nur scheuten“. Auch Ursula Karven empfahl das Buch. Vera F. Birkenbihl schrieb ein Vorwort für die deutsche Ausgabe des Buches.
Einige Rezensenten waren gegenüber dem Buch kritischer. Gemäß einer Bewertung im Telegraph Herald ist das Buch von einem nicht so guten Schreibstil geprägt, enthält aber ein paar gute Lehren. Andrea Sachs schrieb im TIME Magazin, dass das Buch von spirituellem Hokuspokus überflutet sei und es nicht hilfreich für diejenigen sei, die nach praktischen Ratschlägen suchen. Ein Artikel in The Independent beschrieb, dass es nicht sehr viel Neues in Jetzt! Die Kraft der Gegenwart gäbe. Das Buch wird als eine Art von New Age, welches überarbeiteter Zen ist, beschrieben.